# Marretje Arents
Marretje Arents auch Mat van den Nieuwendijk oder Die Limettenfrau (geboren um 1708; gestorben 28. Juni 1748 in Amsterdam) war eine niederländische Fischverkäuferin und wurde wegen ihrer Teilnahme am Pachtersoproer zum Tode verurteilt.

## Leben
Marretje Arents wurde um 1708 geboren und war eine Fischverkäuferin. Sie handelte auch mit Limonen, Scholle und Bückling. Nach ihrer Wohnadresse in einem Keller in der Nähe des Mandenmakerssteeg in Amsterdam wurde sie auch Marretje oder Mat van den Nieuwendijk genannt und nach ihrer Tätigkeit, Die Limettenfrau. Marretje Arents heiratete 1729 den Soldaten Pieter van der Monden (ca. 1706–1758). Zum Zeitpunkt der Hochzeit lebte sie am Smallepad, in einem Industrieviertel in der Nähe des Haarlemmerplein. Aus dieser Ehe gingen drei Söhne und zwei Töchter hervor. 1746 reiste ihr Mann als Soldat nach Ostindien, ein Jahr später folgte ihr ältester Sohn Pieter. Von ihrem Fischverkauf lebte sie mit ihren vier Kindern. Für die Auslieferung der Fische stellte sie einen Helfer, Chris ein. Sie wurde von einer Nachbarin beschuldigt mit dem Helfer Chris eine außereheliche Beziehung zu haben, dies bestritt sie, jedoch schien er die Nachbarn in Mandenmakerssteeg zu belästigen.
Bekannt wurde Marretje Arents durch ihre Teilnahme am Aufstand der Pächter und Bauern von 1748. Der Aufstand begann am Montag, den 24. Juni in Amsterdam. Es wurden 19 Häuser innerhalb von drei Tagen von Mietern und anderen Personen, die unter dem Steuerpachtsystem zu leiden hatten, geplündert. Dabei soll Marretje Arents an dem Montagmorgen in einem auffälligen roten Chintz auf dem Botermarkt, heute Rembrandtplein anwesend gewesen sein, als zwei Aufständische von bewaffneten Männern erschossen wurden. Sie soll gerufen haben „Bürger erschießen Zivilisten!“ und Rache gefordert haben. Sie soll auch Umstehende dazu ermutigt haben, nach Steinen zu greifen und mit einer Schürze voller Steinen zum Haus von De Nooy gegangen sein und die Fenster eingeschlagen haben. Dann habe sie geholfen, sein Haus und die Häuser von vier weiteren zu plündern. Bei einem von ihnen genoss sie das „Jopen-Bier“, das sie gefunden hatte, und kehrte laut Stadtschreiber Wagenaar betrunken nach Hause zurück.
Laut dem Chronisten Abraham Chaim Braatbard war Marretje Arents am Tag nach der Plünderung mit anderen zum Haus des Oberoffiziers gegangen und ihm gesagt haben: „Heute sind wir der Chef und morgen kommen wir zu Ihnen ins Rathaus. Dann werden wir sehen, was wir mit euch allen machen, ihr Herren, Landdiebe.“ Nachdem sie diese Drohung ausgesprochen hatte, hob sie ihre Röcke und sagte „in würdevoller Weise“: „Jetzt kannst du meinen Arsch reinigen, denn so viel würde ich für dich tun“. Danach ging sie zurück an ihren Fischstand auf dem Marktplatz. Dort wurde sie am 27. Juni 1748 verhaftet. Sie wurde in den Kerkern unter dem Rathaus am Dam-Platz eingesperrt und mit den Anschuldigungen konfrontiert.
Marretje Arents bestritt die ihr zu Last gelegten Taten, jedoch sagte ihre Nachbarin aus, dass sie tatsächlich bei den Ausschreitungen auf dem Botermarkt anwesend gewesen sei. Zwei weitere „anständige Bürger“ sagten ebenfalls unter Eid gegen sie aus. Sie bestritt weiterhin, bis ihr mit der Folter gedroht wurde. Danach sagte sie, dass sie nur auf dem Buttermarkt gewesen sei, weil ihre Kinder dort waren. Als die Stadträte die Erlaubnis erteilten, sie auf die Folterbank zu legen, behauptete sie plötzlich, an allen Unruhen beteiligt gewesen zu sein, und wiederholte dieses Geständnis am 28. Juni freiwillig und ohne Folter. Am selben Tag wurde ihr Urteil gesprochen, es lautete auf Todesstrafe durch Erhängen. Sie wurde gegen zwölf Uhr mit zwei weiteren zum Tode verurteilten „Anführern“ des Aufstands in die Waag gegenüber dem Rathaus gebracht. Nach Angaben eines Zuschauers soll sie knallrot gewesen sein und ständig nach Rache gerufen haben. Die Trommler sollen besonders laut gespielt haben, um ihre hetzerische Sprache unverständlich zu machen.
In der Chronik von Abraham Braatbard befindet sich eine detailliertere Version der letzten Worte von Marretje Arents: „Rache, meine lieben Bürger, hilf mir.“ Weil du mich jetzt so schändlich sterben lässt, obwohl ich nicht für mich selbst gekämpft habe. Ich habe es für das ganze Land getan, gegen die Tyrannei der Pächter, von denen wir Bürger so gequält wurden und die uns für die Miete unser Geld und Eigentum gewaltsam wegnahmen. Mit einiger Mühe wurde Marretje Arents dann mit einem Flaschenzug aus dem Fenster der Waag gehoben. Sie schrie weiter nach Rache und kämpfte, bis sie ihr Leben verlor.
Nachdem auch ein zweiter Angeklagter hingerichtet worden war, kam es auf dem Dam-Platz zu Unruhen. Diese Unruhen endeten in einem Massaker. Es lag vermutlich daran, dass die Menge auf dem Platz alles gut sehen wollte und die Menschen begangen zu drängen. Andere jedoch vermuteten, dass eine Gruppe von Bürgern die Verurteilten befreien wollten, angetrieben von den Racheschreien der „Limettenfrau“. Für Marretje Arents kam jede Hilfe zu spät. Ihr lebloser Körper wurde auf das Galgenfeld von Volewijk (Amsterdam-Noord) überführt. Ihre vier Kinder im Alter von sechs bis fünfzehn Jahren landeten im Waisenhaus des Kaplans.
Marretje Arents Protest richtete sich hauptsächlich gegen die wirtschaftlichen Interessen der kleinen Mittelschicht. Es ist durchaus möglich, dass die Randalierer die vor Ort bekannte Mat Arents als Anführerin sahen, ihre tatsächliche Rolle bei den Pächter-Unruhen bleibt jedoch unklar.